# Mikael Reuterberg
Mikael Reuterberg, född 30 mars 1968 i Göteborg, är en svensk skådespelare, regissör, teaterproducent och entreprenör.
Reuterberg växte upp i stadsdelen Vasastaden och studerade vid Ingesunds Folkhögskola (1986-88), Skara skolscen (1988-89) samt Dramatens skådespelarstudio (1996-97).
Han har bland annat gjort rollen som Wolfgang Oberman i TV4:as Nya Tider. Han har även Frilansat som skådespelare på fria teatrar i Malmö, Göteborg och Stockholm. Sångare och skådespelare på Kungliga Dramatiska teatern i Stockholm i över 7 år,  bland annat i Romeo & Julia Kören, samt skådespelare på Stockholms stadsteater i ett år. Han har även startat upp och drivit showproduktion i Sitges, Spanien.  Mellan 1998 och 2005 startade och drev Reuterberg sommarscenen Teater Lasse i Parken. Han är också initiativtagaren och ägare till produktionsbolaget som står bakom Kronhusteatern i Göteborg.